# 日産・ノート オーラ
ノート オーラ（NOTE AURA）は、日産自動車が製造・販売しているハッチバック型の乗用車。日本国内専用車となっている。
E13型ノートをベースに、内外装などの質感を向上させることにより、これまでの国産車には少ないプレミアムコンパクトクラスとして登場。開発はE13型ノートと同時に進められた。
日産自動車の各種広告や公式サイト上においては、単に「オーラ（e-POWER）」と呼称される。

## 初代 FE13型（2021年 - ）

### 概要
E12型ノートの上位グレードに設定されていた「メダリスト」の後継車種として開発された。全長は4,045 mmでノートから不変だが、全幅をノートから+45 mm、全高を「X」・「X FOUR」から+5 mmそれぞれ拡大した。全幅が1,700 mmを超えるため、ノートシリーズでは初の3ナンバー登録となる。ノートより上位に位置する事や内外装のデザイン、先代ノートとメダリストよりベース車との差が多いことから、（特にメダリストをノートの1グレードとする場合）パルサーやティーダの後継とされることも多い。
ベースであるE13型ノート同様、全車「e-POWER」を搭載するが、ガソリンエンジン・駆動用電気モーターともに出力を変更。ノートが搭載するフロントモーターが最高出力116 PS・最大トルク280 N・mであるのに対し、最高出力は136 PS、最大トルクは300 N・mとし、20 PS、20 N・mそれぞれ向上している。
外観では、ヘッドランプをノートよりシャープな形状とし、LEDヘッドランプが標準装備となった。シグネチャーLEDポジションランプにはアクセントを、そしてターンランプには日産車では初となるシーケンシャル機能を追加。リアコンビネーションランプは横一文字に点灯するLED式となった。アルミホイールは17インチにサイズアップして標準化し、切削加工の上に樹脂パーツ加飾が施され、軽量化と剛性アップの両立が図られた専用デザインとなる。また、国内で販売される日産車では5例目となる新CIマークを採用。2024年6月のマイナーチェンジでは、E13型ノートのマイナーチェンジモデル同様に「デジタルVモーション」の採用に伴いフロントグリルが刷新され、ボディ幅一杯まで拡げられるとともに、ヘッドランプ下にボディカラー同色又はダークメタルグレーのアクセントカラーが施され、バンパーはフロント・リア共にウイング形状に変更。アルミホイールも新デザインとなり、ホイール自体も軽量化された。
内装では、アームレスト（フロントセンター・フロントドア）、インストパネル、ドアトリム加飾にツイード調織物（アームレストとインストパネルはステッチ付で、インストパネルは合皮との組み合わせ）を、インストロアとコンソールには木目調フィニッシャー（コンソールはイルミネーション付）をそれぞれ採用。フロントドアのIRカット&スーパーUVカット断熱グリーンガラスを遮音仕様にするなど静粛性を高めている。メーターは、T33型ローグで先行採用されたフルTFTの12.3インチ・アドバンスドドライブアシストディスプレイが採用され、2眼メータースタイルのClassicモードと、中央のコンテンツが最大限大きく表示されるEnhanceモードとの表示切替が可能となる。日本初となるヘッドレスト内蔵型BOSE製スピーカーを搭載し、ワイドレンジドアスピーカーやツイーターと組み合わせた8つのスピーカーとDSP内蔵アンプで構成された「BOSEパーソナルプラスサウンドシステム」がメーカーオプションとして設定された。2024年6月のマイナーチェンジでは木目調フィニッシャー、インストルメントパネル、アームレスト、ドアトリムクロスの色味が変更された。
グレード体系は「G」と「G leather edition」の2グレードが用意され、4WD車は「G FOUR」と「G FOUR leather edition」となる。「G (FOUR)」と「G (FOUR) leather edition」は、シート地が「合皮+ファブリック」か「本革」かの違いだけで、その他の機能・装備面は全く同じである。内装色はブラックに加えてエアリーグレーの選択が可能であったが、2024年6月のマイナーチェンジでエアリーグレーは「G leather edition」のみの設定となり、「G」にはグレイッシュブラウンの色合いを特徴とするワイマラナーが新たに設定された。
ノート同様にオーテックジャパン（現・日産モータースポーツ&カスタマイズ）扱いの「助手席回転シート」も設定され、ベース車グレードは「G」と「G FOUR」の2種類が設定される。

#### NISMO
オーラにはカスタムモデルとして「NISMO」が設定された。外観はフロントグリル、バンパー（フロント・リア共）、ルーフスポイラーを専用品に変え、17インチアルミホイールは高い空力性能を確保しつつワイドリム化。LEDフォグランプはフロントに加えてリアにも装備され、フロントは5灯の薄型デザインとなり、リアは7灯のドット状デザインとなる。ドアミラーはレッドとなり、サイドシルプロテクターを装備。「NISMO」の専用エンブレムはマットクロームとマットレッド塗装の表面処理を施した新デザインを採用した。ボディカラーは、モノトーンはスーパーブラックのみ、2トーンはガーネットレッドカラークリアパール/スーパーブラック、ピュアホワイトパール3コートパール/スーパーブラックに加え、「NISMO」限定色となるダークメタルグレーメタリック/スーパーブラックとブリリアントシルバーメタリック/スーパーブラックを加えた4種で展開される。
内装はダークトーンとレッドアクセントの色調とし、シート地は「NISMO」ロゴの刺繍やレッド・グレーのコンビネーションステッチを施したファブリック/合皮コンビに、ステアリングはレッドセンターマーク・レッドステッチ・ガンメタクローム加飾を施した本革・アルカンターラ巻に、アドバンスドドライブアシストディスプレイは「NISMO」ロゴと赤いパワーメーターの専用カラーを採用した専用品となる。メーカーオプションには、RECARO製スポーツシートが用意されている。
e-POWERは「NISMO」専用にチューニングされ、ドライブモードは通常の「ノート オーラ」の「SPORT」モードよりも加速力を高め、減速力を少し低くした「NISMO」モードが設定され、既存の「ECO」モード・「NORMAL」モードも加速力を高めた「NISMO」専用設計となる。また、オーバーハングはフロント・リア共に延長され、サスペンションをローダウン化、リアスポイラー形状の最適化などが行われたことでダウンフォースを増大。タイヤはミシュラン製のスポーツタイヤ「PILOT SPORT 4」を、リアショックアブソーバーはツインチューブ式よりも受圧面積が大きく、ガス圧が高いモノチューブ式が採用され、サスペンションとショックアブソーバーのチューニングに加え、操縦安定性や乗り心地の向上を図るため、補剛部品（リインフォースメント）が追加された。
2024年7月のマイナーチェンジでは、4WD車が「NISMO tuned e-POWER 4WD」として追加設定された。標準車よりもリアモーターの出力・トルクがともに向上され、前後の駆動配分などの専用チューニングが施された。アルミホイールはホイールハウスの内圧の低減が図られた4WDモデル専用デザインとなる。
4WDモデルの追加以外にもフロントグリルがフラッシュデザインに変更され、運転席がパワーシートに、メーカーオプションのRECARO製スポーツシートにパワーリクライニング機能が追加。ベース車に設定されている「BOSEパーソナルプラスサウンドシステム」のオプション設定も可能となった。
ボディカラーは、モノトーンはピュアホワイトパール3コートパール（特別塗装色）を追加して2色に、2トーン（特別塗装色）は「NISMO」ロードカー共通のコミュニケーションカラーをベースとしたNISMOステルスグレー/スーパーブラックを追加した5種に、それぞれ拡充された。

#### AUTECH
2024年6月のマイナーチェンジに合わせ、E13型ノートから移行する形で「AUTECH」が設定された。「G」・「G FOUR」をベースに、外観はフロントグリルを「AUTECH」共通デザインであるドットパターンに変え、ダークメタルグレーのフィニッシャーを追加。フロントとリアのプロテクターとサイドシルフィニッシャー、サイドターンランプ付電動格納式リモコンドアミラーにはメタル調フィニッシャーが追加され、フロント下にはLEDフォグランプと専用シグネチャーLEDを内蔵。17インチアルミホイールは中央に「AUTECH」ロゴの刻印が入ったスポークフォルムの専用デザインとなる。
内装はブラックをベースに本革巻ステアリング、レザレットアームレスト、レザレットインストパネル、レザーシートにブルーステッチが施され、インストロアとコンソールのフィニッシャーにダークウッド調が採用された。
ボディカラーはモノトーンはピュアホワイトパール3コートパール、ダークメタルグレーメタリック、ミッドナイトブラックパール、オーロラフレアブルーパールパール、サンライズカッパーメタリックの5色（ダークメタルグレーメタリックを除く4色は特別塗装色）を、2トーン（特別塗装色）はスーパーブラックのルーフとの組み合わせとなるピュアホワイトパール3コートパール、ガーネットレッドカラークリアパールに加え、「AUTECH」専用設定となるオーロラフレアブルーパールパールの3色が設定される。

### 年表
2021年（令和3年）6月15日
E13型ノートの派生車種として「ノート オーラ」の名で発表された。発表会ではゲストとしてCMにも起用された中谷美紀が出席した。なお、去る6月12日に日本経済新聞から日産の高級セダン「スカイライン」の開発中止の記事が出ており、同じく出席していた副社長の星野朝子より正式に否定された。
発売当初のボディカラーはノートとラインナップが一部異なり、モノトーンはノートに設定のホワイト、スーパーブラック、ガーネットレッドカラークリアパール（特別塗装色）、オペラモーブメタリックの4色が設定されない代わりに、ノートでは「AUTECH」専用色であるミッドナイトブラックパール（特別塗装色）やオーラ専用色のステルスグレーパール（特別塗装色）を追加した9色。2トーン（特別塗装色）はノートに設定の2種 に加え、ガーネットレッドカラークリアパール/スーパーブラック、ミッドナイトブラックパール/サンライズカッパーメタリック、ノートでは「AUTECH」専用色となるピュアホワイトパール3コートパール/スーパーブラックの3種を加えた5種がそれぞれ設定されていた。
2021年（令和3年）8月17日
秋発売予定の「NISMO」が発表された。また、6月に発表済みの「ノート オーラ」は「NISMO」の発表に合わせて当日より販売が開始された。
2021年（令和3年）9月8日
発売から約3週間で受注台数が1万台を突破したことが発表された。
2021年（令和3年）10月20日
3代目ノートと共にグッドデザイン賞を受賞したことが発表された。
2021年（令和3年）11月8日
「2021～2022日本自動車殿堂 カーオブザイヤー」を受賞。
2021年（令和3年）11月9日
3代目ノートと共に2022年次RJCカー・オブ・ザ・イヤーを受賞。
2021年（令和3年）12月10日
3代目ノートと共に2021年次日本カー・オブ・ザ・イヤーを受賞。日産車が同賞を受賞するのは2011年のリーフ以来10年ぶり。
2022年（令和4年）8月22日
3代目ノートと共に一部仕様向上を発表（同年秋発売）。
「G」・「G leather edition」でボディカラーの入れ替えが行われ、モノトーンはプレミアムホライズンオレンジパールメタリック（特別塗装色）とオリーブグリーンチタンメタリックを廃止する替わりに、従来はミッドナイトブラックパールとの2トーン専用色のみだったサンライズカッパーメタリック（特別塗装色）とオーラ専用色となるミッドナイトパープルマルチフレックスメタリック（特別塗装色）を追加。2トーン（特別塗装色）はオペラモーブメタリック/スーパーブラックを廃止する替わりに、オーラ専用色となるピュアホワイトパール3コートパール/サンライズカッパーメタリックを追加。インテリアカラーにエアリーグレーが追加され、リアセンターアームレストを新たに標準装備された。
「NISMO」（メーカーオプションのRECARO製スポーツシート装着車の前席を除く）を含む全車でシートに抗菌仕様が施された。
日産モータースポーツ&カスタマイズ扱いの「助手席回転シート」も一部仕様向上され、ベース車同様にボディカラーの入れ替え、シートの抗菌仕様化、リアセンターアームレストを全車標準装備とした。
2023年（令和5年）2月27日
世界的な原材料費や物流費などの高騰を鑑みて3代目ノートと同時に価格改定が実施され、カタロググレードは一律4.51万円、「助手席回転シート」は一律5.61万円、「NISMO」は7.26万円（いずれも10%の消費税込）それぞれ値上げされた（同年5月発売）。
2023年（令和5年）12月14日
日産自動車創立90周年記念車「90th Anniversary」が発売された。
「G」・「G FOUR」をベースに、フォグランプフィニッシャーをカッパーに、17インチアルミホイールをブラックにそれぞれ変更され、ブラックドアミラーにカッパーストライプが施された。シートは「テーラーフィット」にカッパー色のステッチと「90th Anniversary」タグが施された専用シートが採用された。
2024年（令和6年）6月13日
マイナーチェンジ。
外内装デザインの変更に加え、運転席パワーシートが新たに標準装備され、グローブボックスはE13型ノートのマイナーチェンジモデル同様に容量の拡大と上下2段式に変更。後席のUSBソケットがType-Cとなり、リングライトが追加された。
ボディカラーは一部入れ替えが行われ、モノトーンはバーガンディーパールメタリックが廃止されて8色に。2トーン（特別塗装色）はピュアホワイトパール3コートパール/サンライズカッパーメタリックを廃止。青系はビビットブルーメタリック/スーパーブラックからE13型ノートのマイナーチェンジモデルにも設定されているスミレパールメタリック/スーパーブラックへ差し替え、新色にフォレストグリーンパールメタリック/スーパーブラックが設定された。
日産モータースポーツ&カスタマイズ扱いの助手席回転シートもベース車に合わせてマイナーチェンジされるとともに、E13型ノートのマイナーチェンジをもって廃止されていた「AUTECH」がオーラに移行する形で新たに設定された（「AUTECH」は7月発売）。
2024年（令和6年）7月18日
「NISMO」をマイナーチェンジ。

### ギャラリー

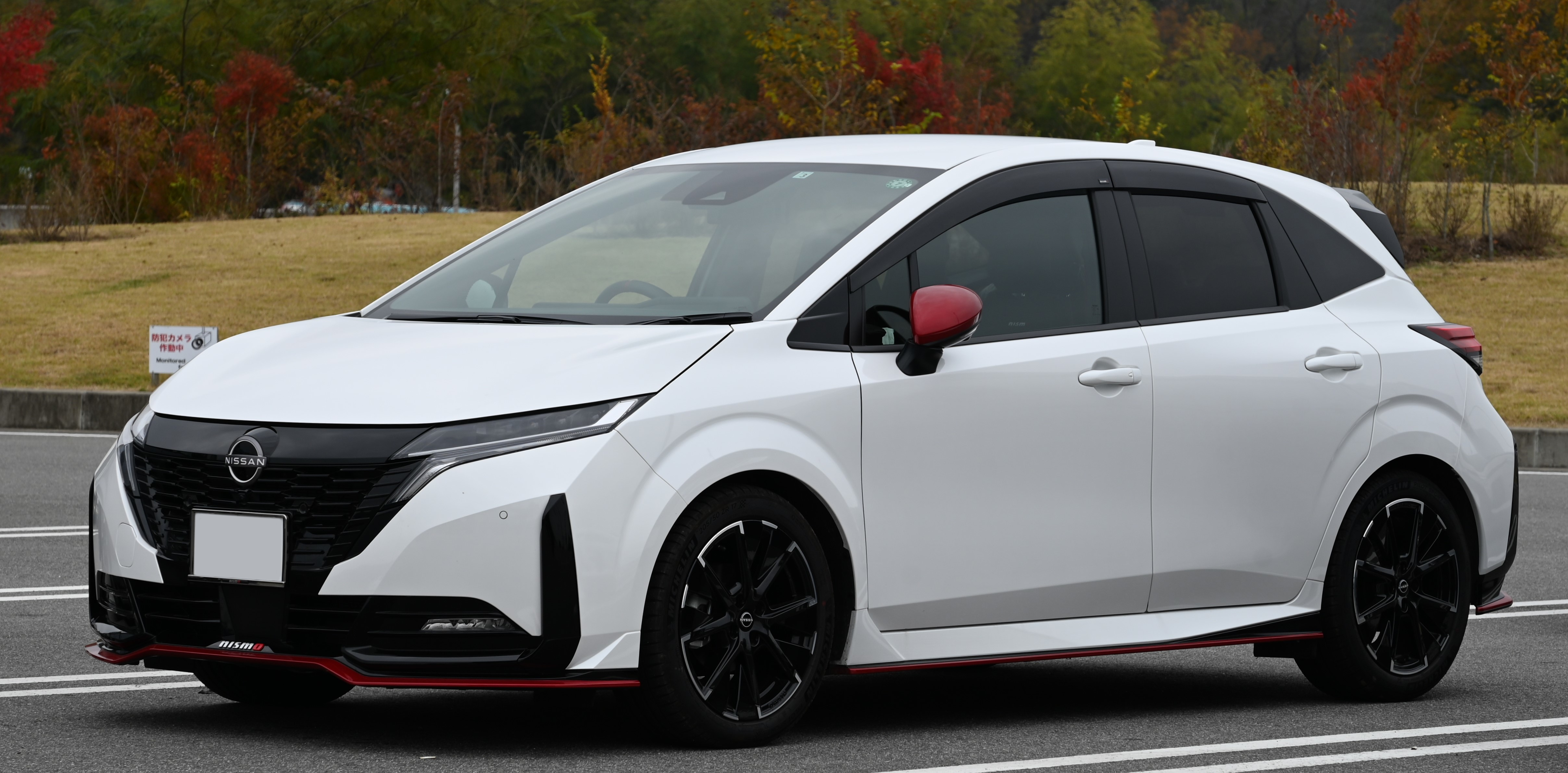
2021年8月発表型 NISMO フロント
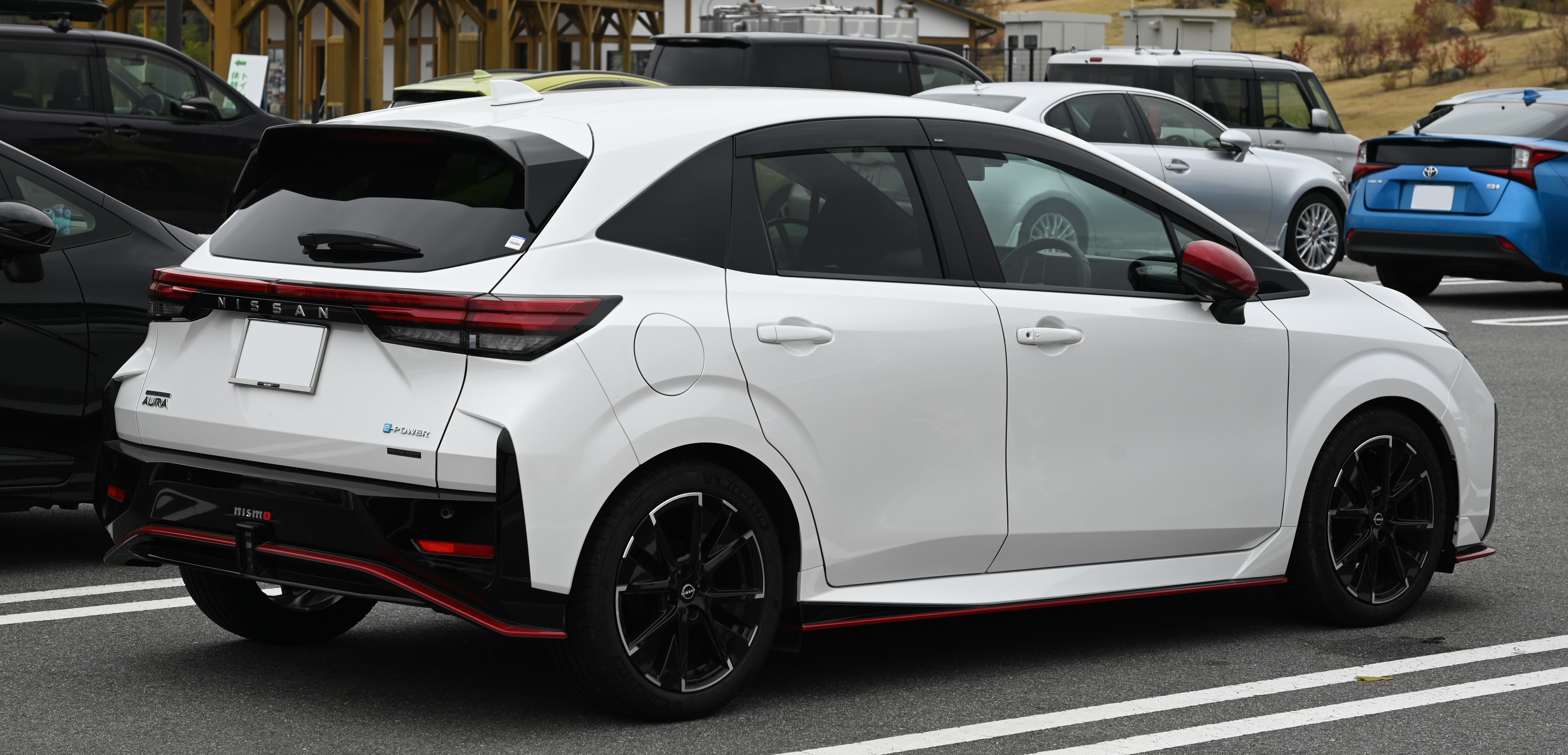
2021年8月発表型 NISMO リア
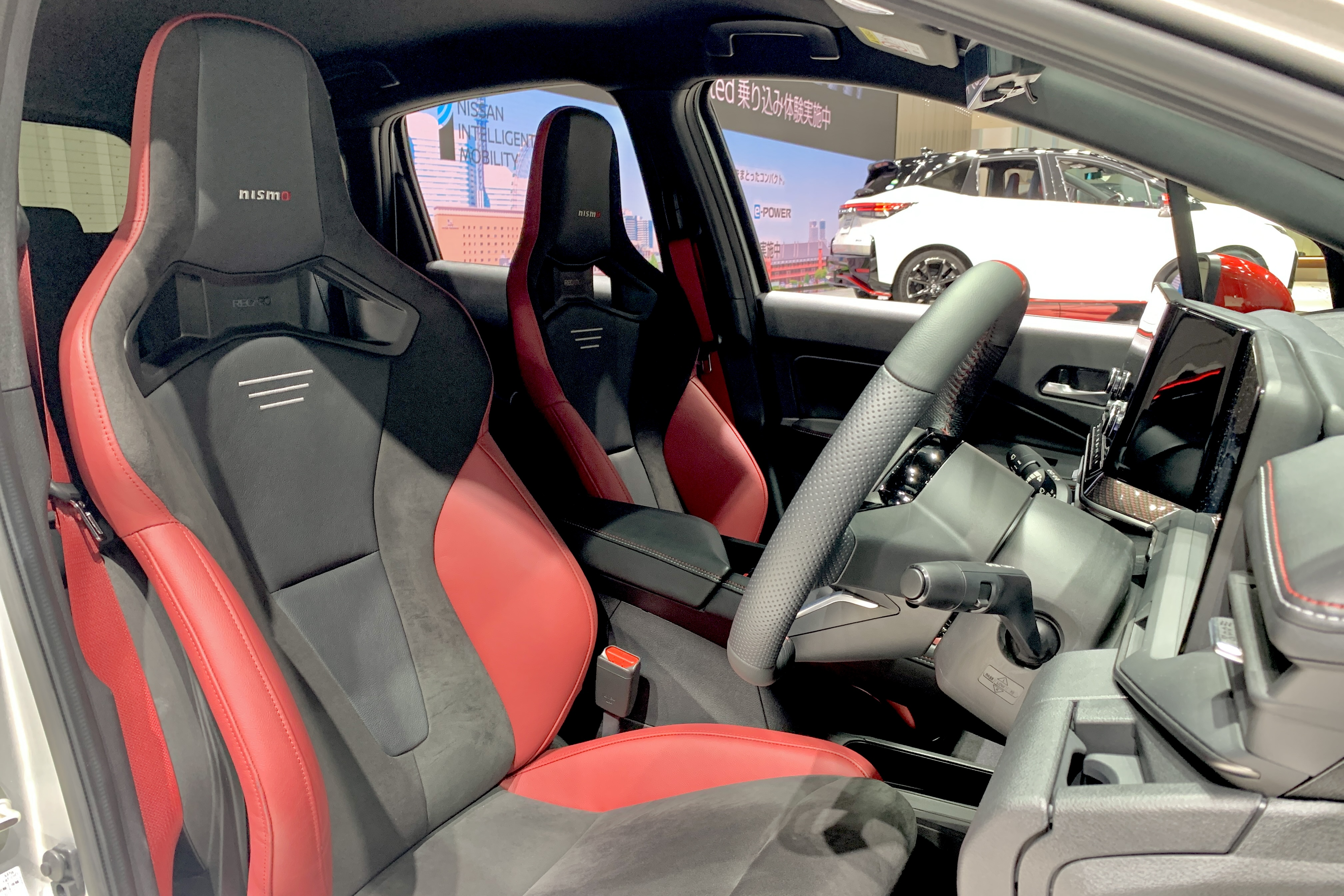
2021年8月発表型 NISMO インテリア
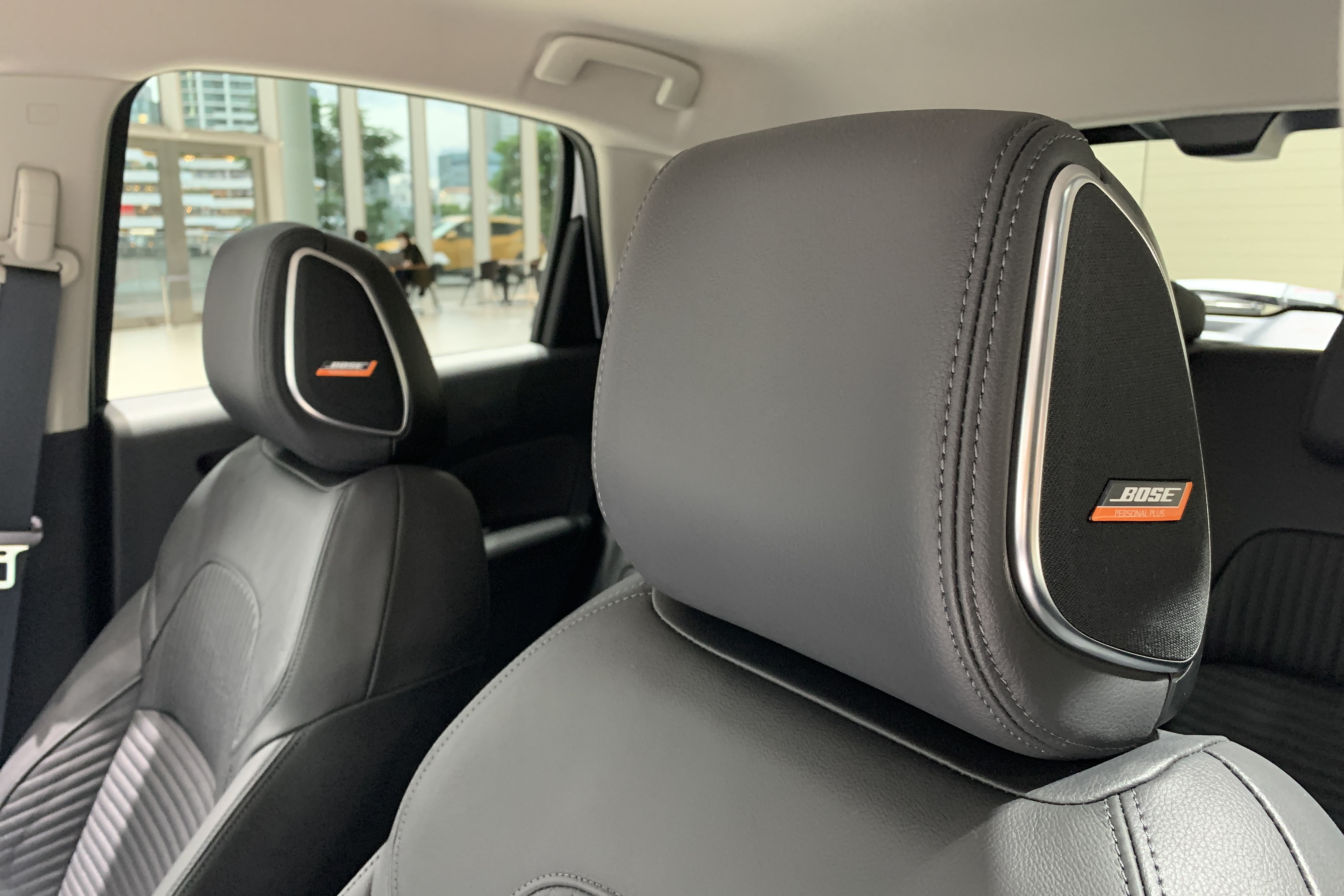
BOSEスピーカー
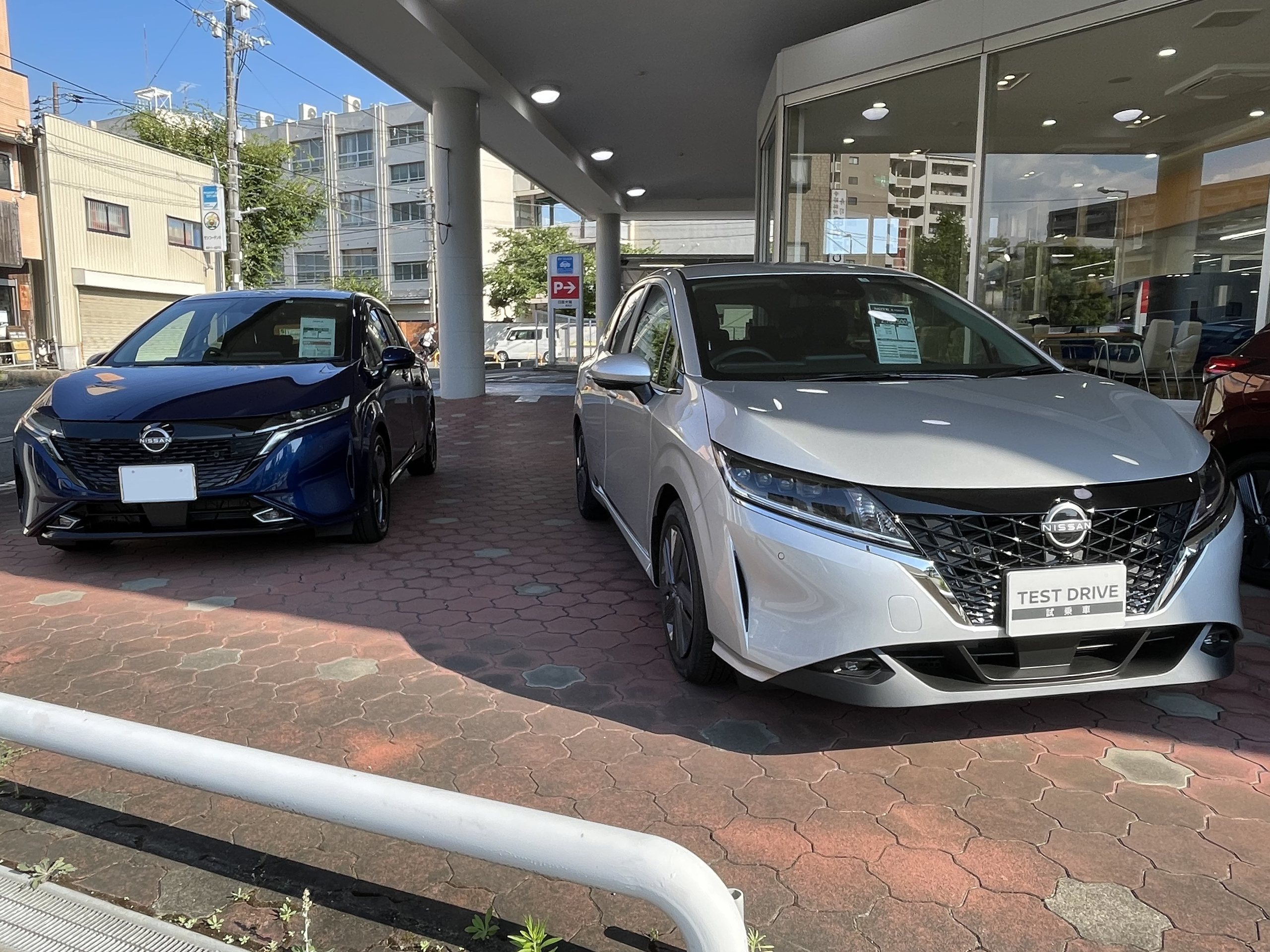
ベース車のノートと共に。
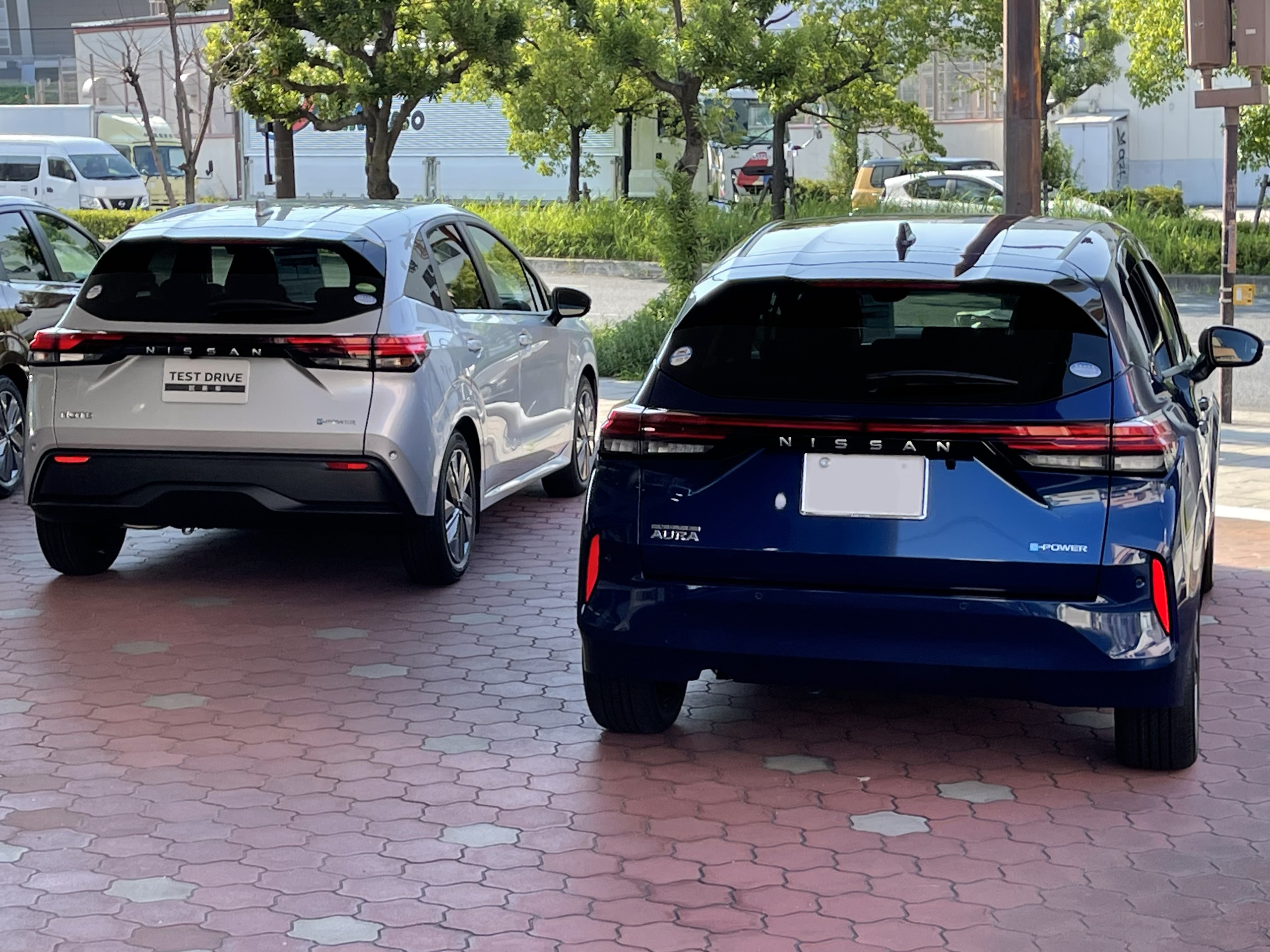
リア面で共に。
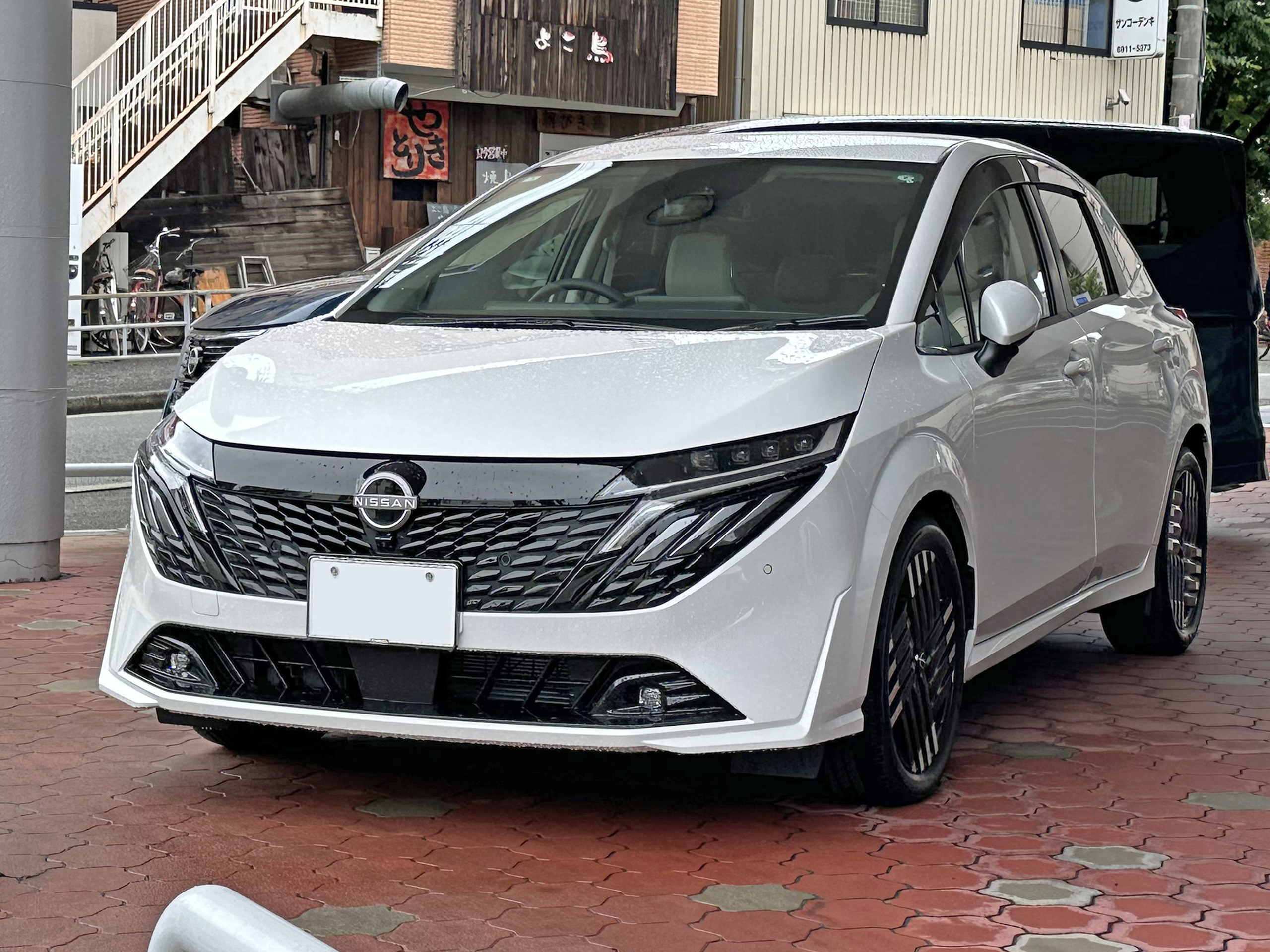
2024年6月改良型 G フロント
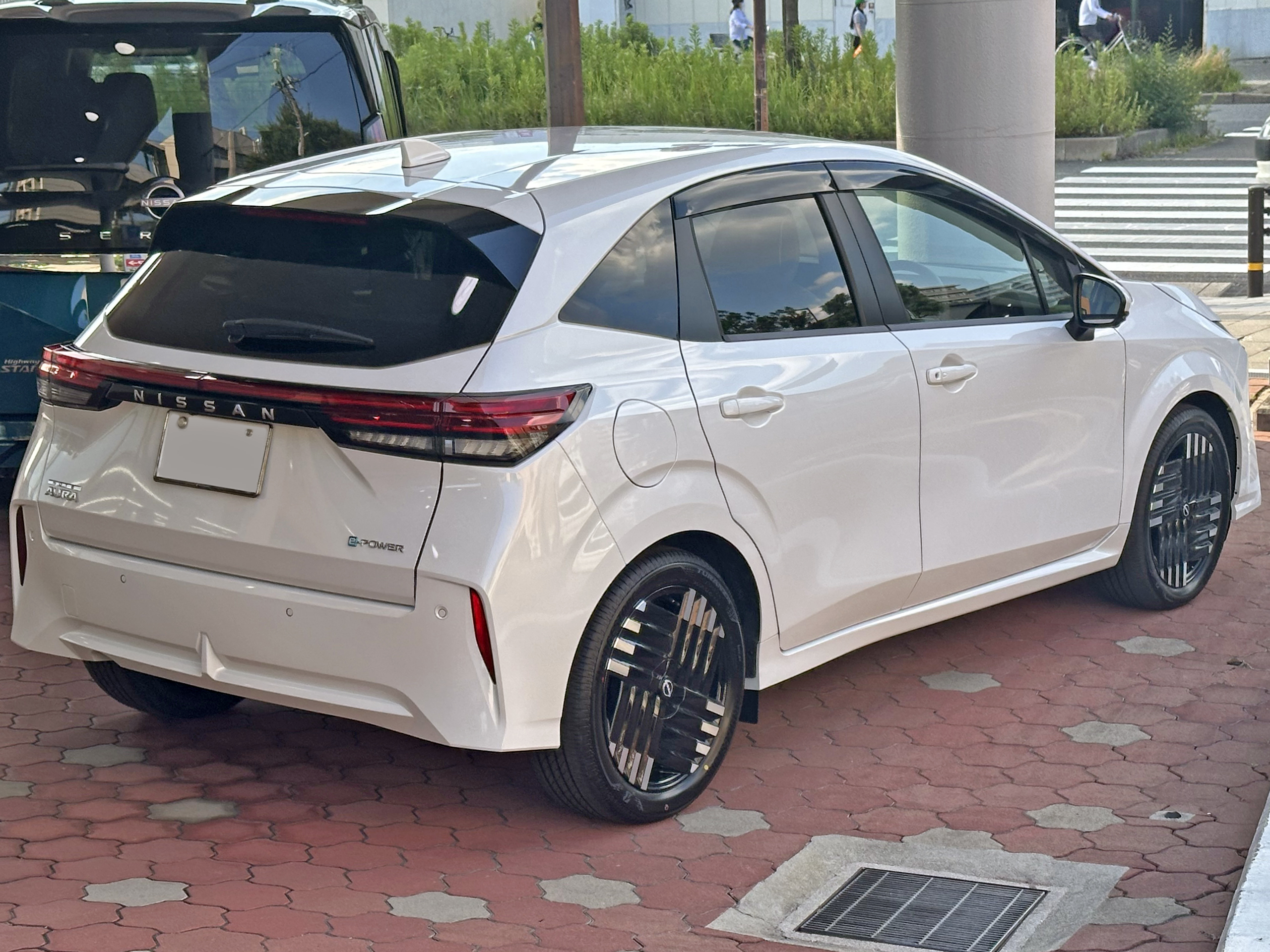
2024年6月改良型 G リア
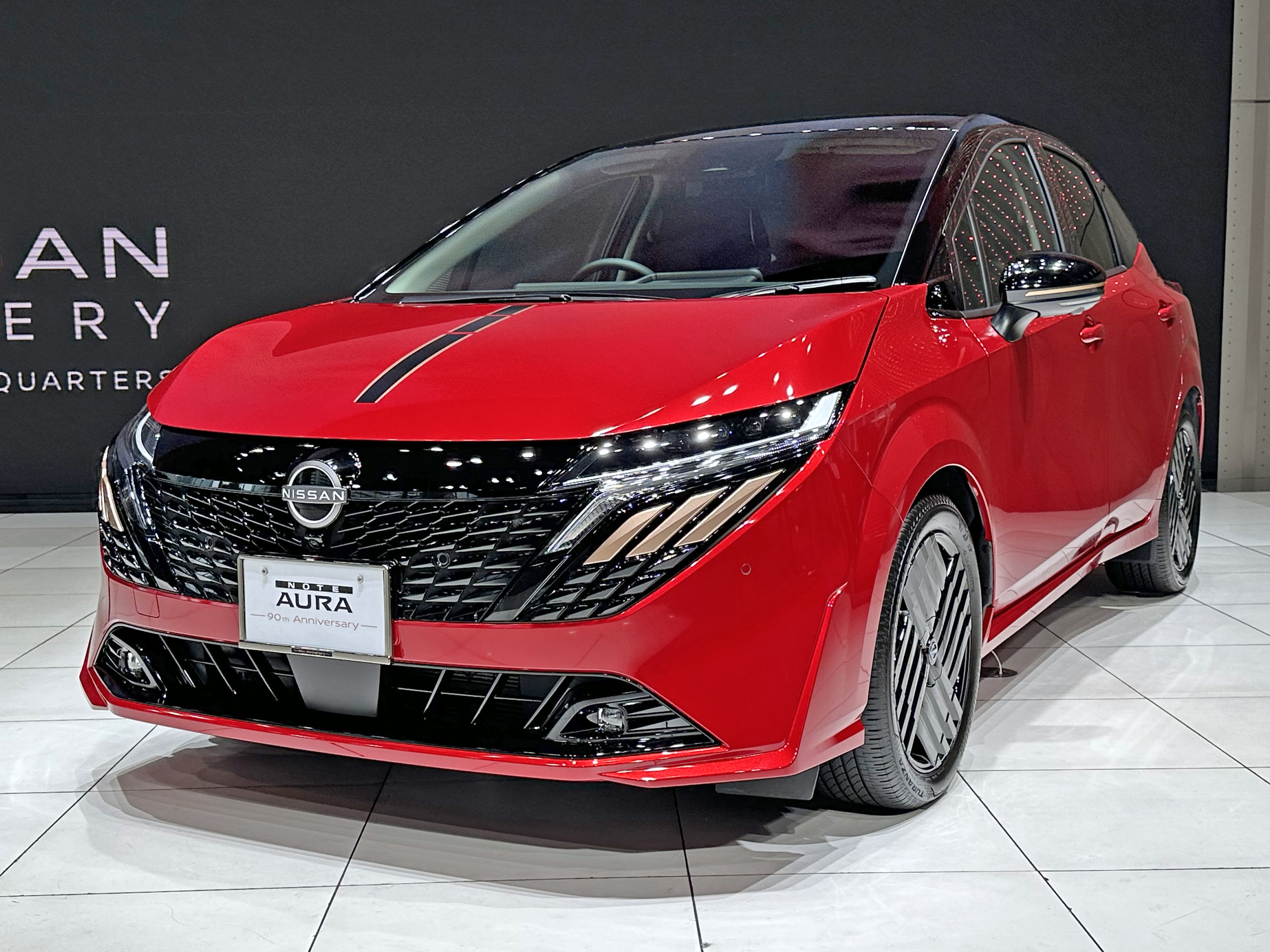
2024年6月改良型 90周年記念車
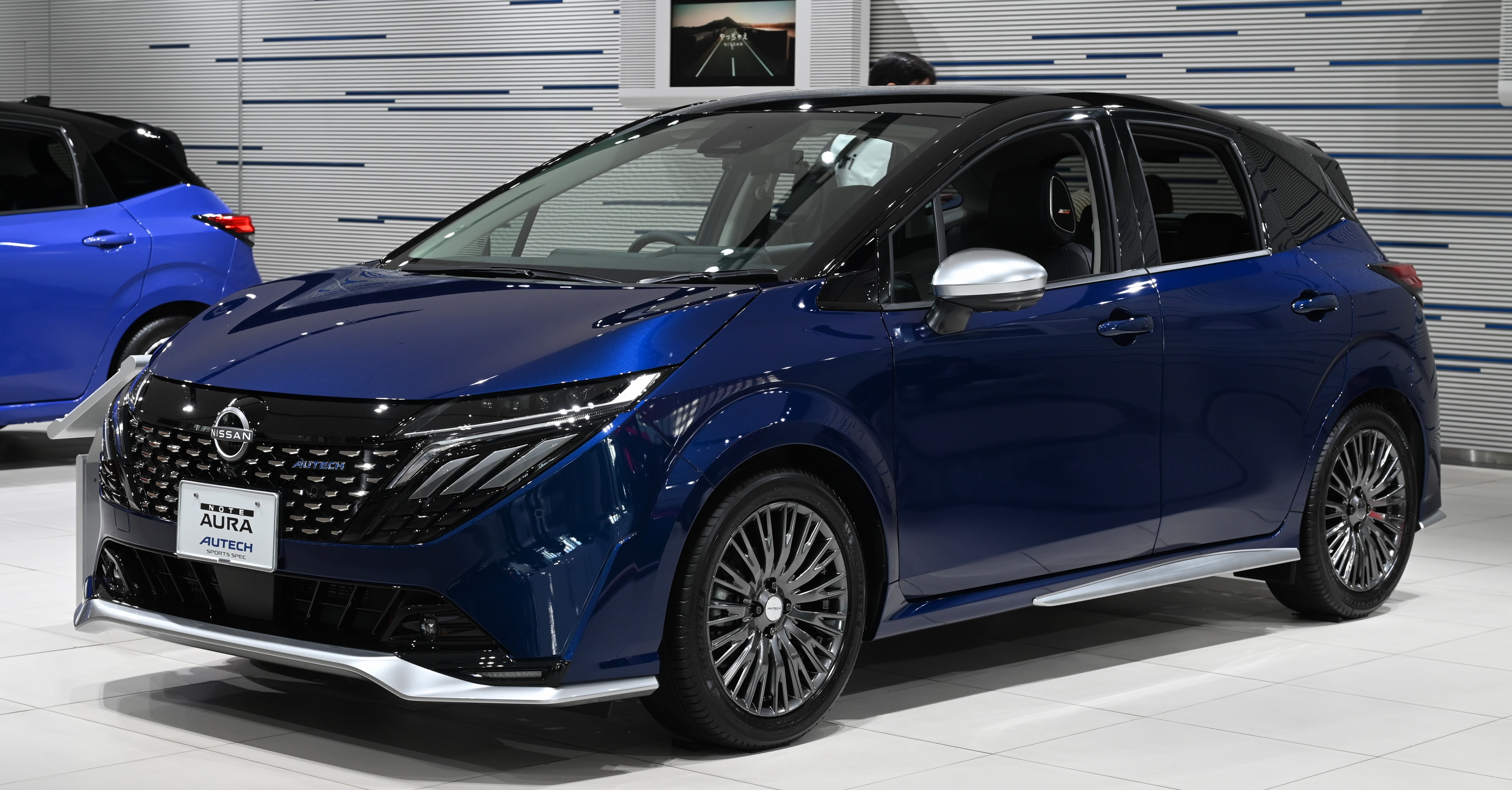
2024年6月改良型 AUTECH フロント
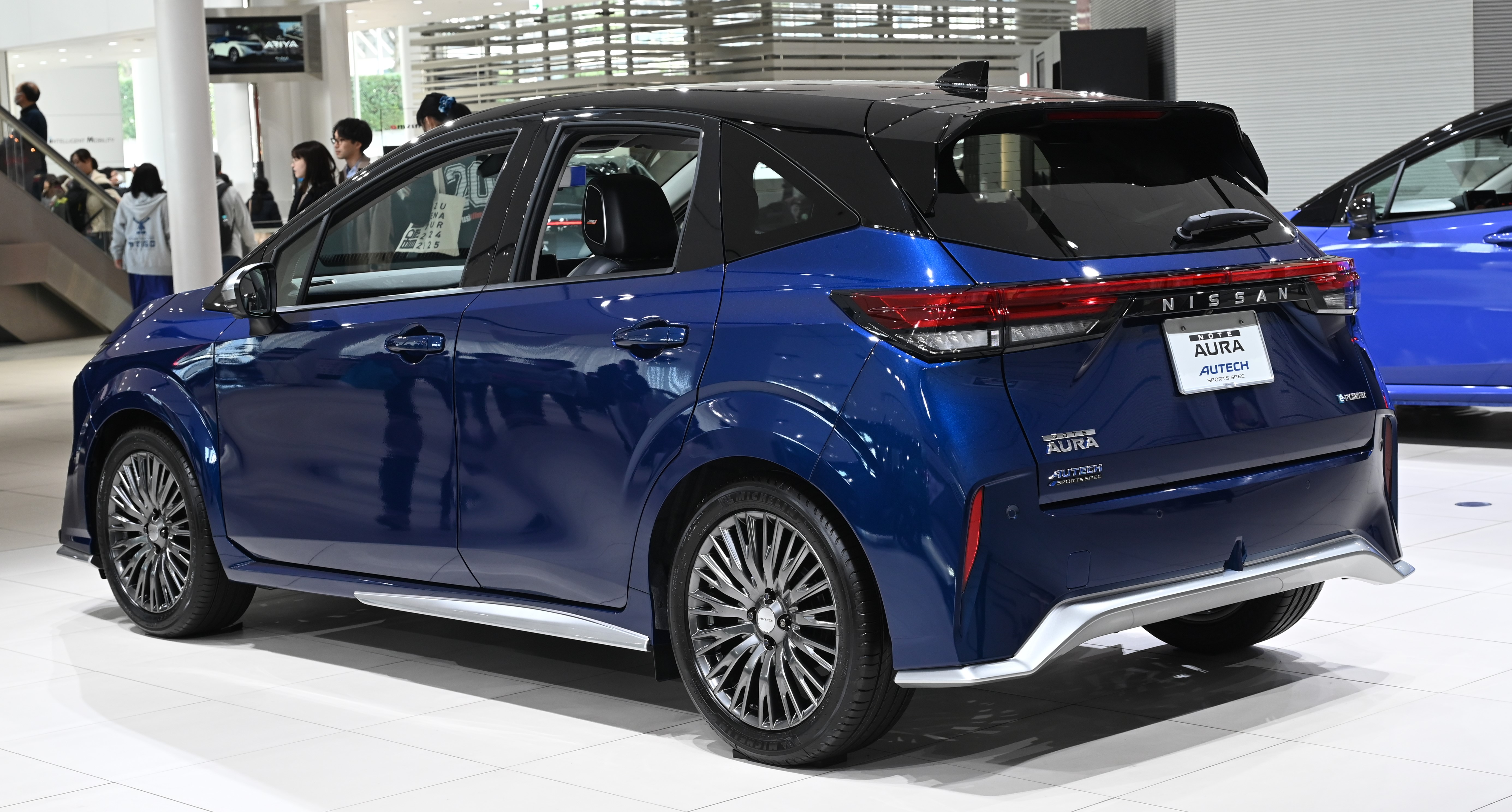
2024年6月改良型 AUTECH リア
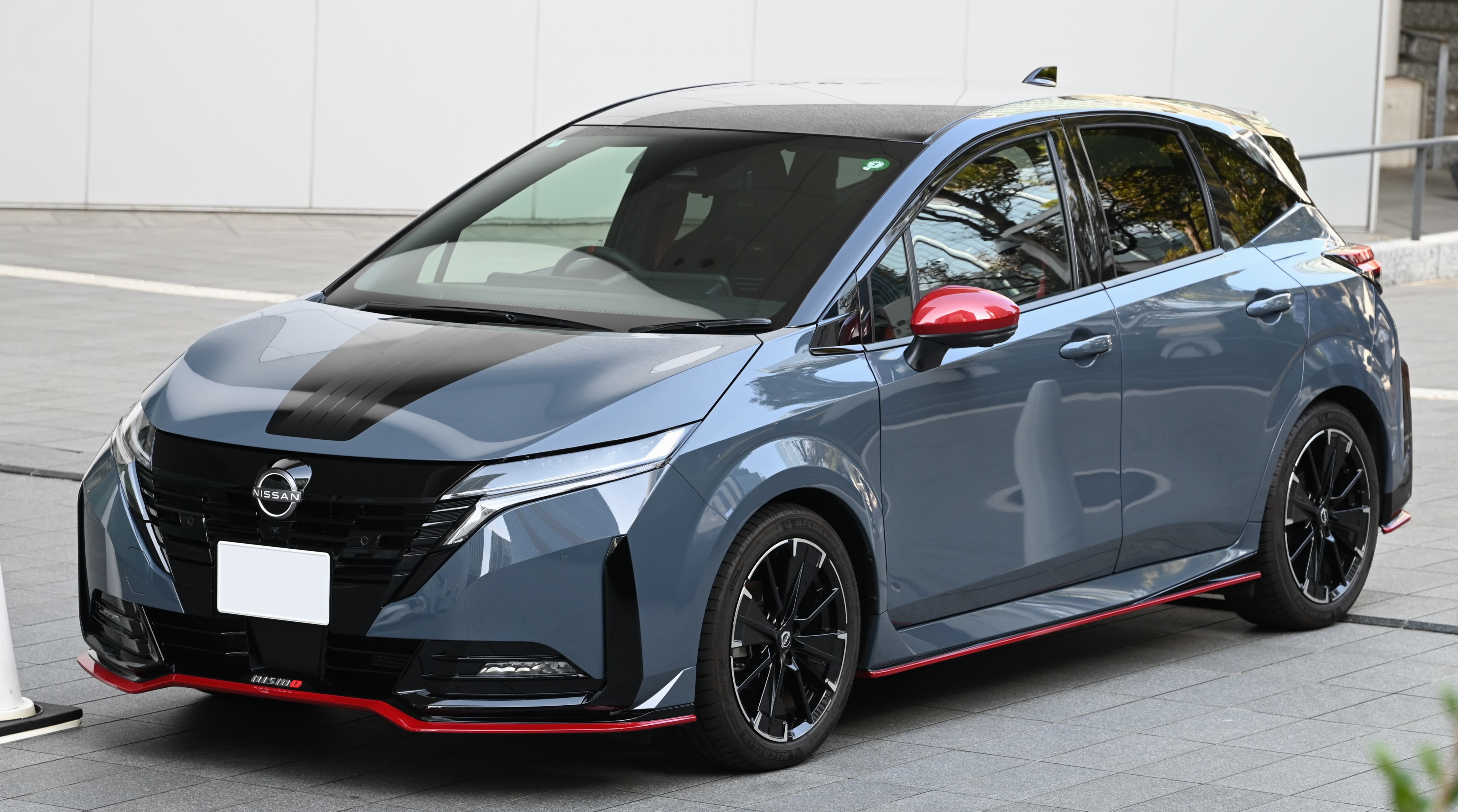
2024年7月改良型 NISMO tuned e-POWER 4WD フロント
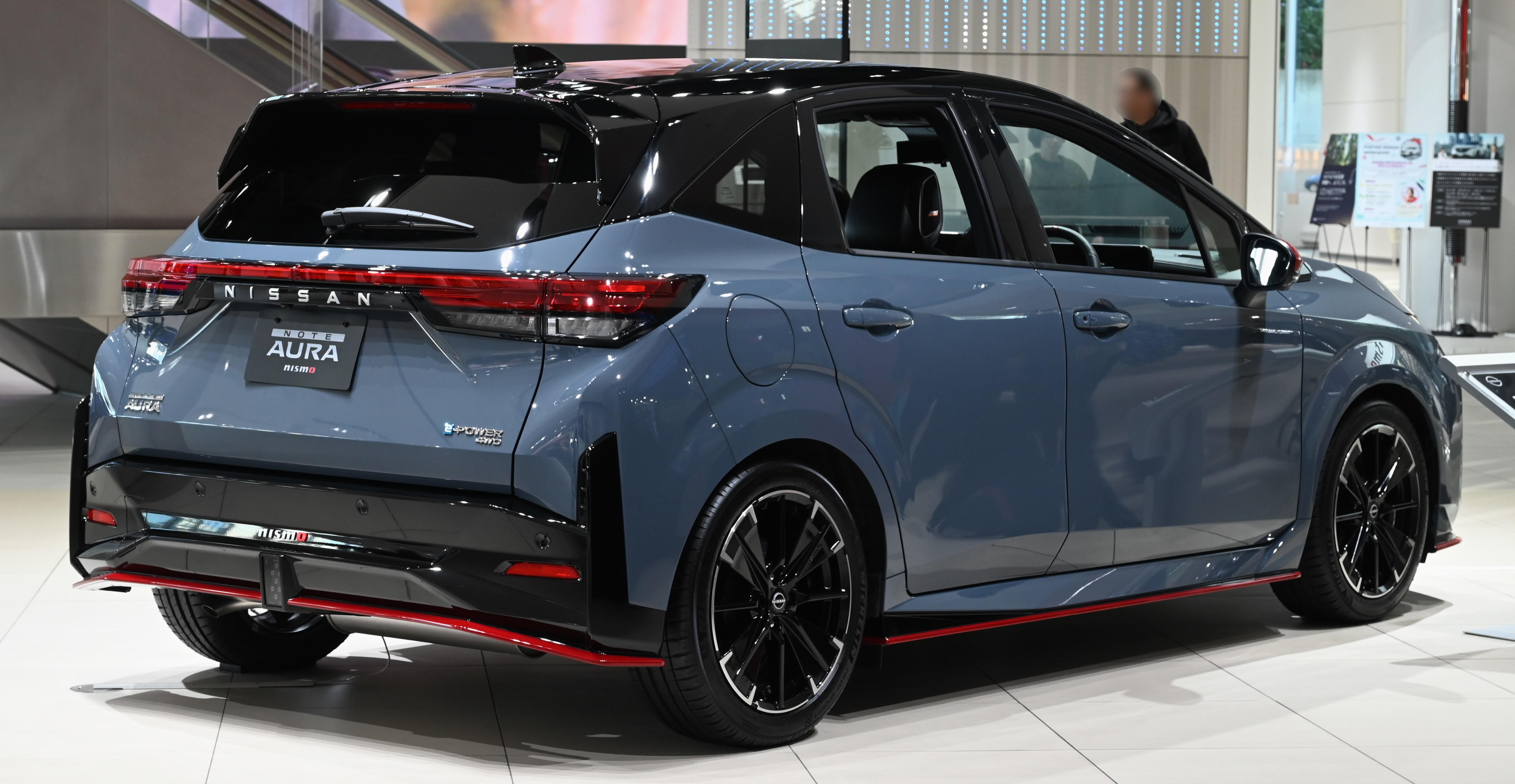
2024年7月改良型 NISMO tuned e-POWER 4WD リア

## 車名の由来
「ノート」（NOTE）については日産・ノートの項を参照。
サブネームである「オーラ」（AURA）は、英語で「雰囲気」「香気」の意。また、ドイツ語の“AURA（アウラ）”には「複製されたものにない、オリジナルだけが持つ輝き」という意味もある。このクルマが、見る人を惹きつける唯一無二の輝きを放つ存在になる、という思いも込められている。
なお、日産自動車 グローバルデザイン本部がデザインを担当したアニメ「輪廻のラグランジェ」（プロダクションI.G 原作、2012年制作）に登場するロボット（オービッド）の名称はVOX AURA（ウォクス・アウラ）だった。